# Strażnica WOP Dubienka
Strażnica WOP Dubienka – podstawowy pododdział graniczny Wojsk Ochrony Pogranicza pełniący służbę ochronną na granicy polsko-radzieckiej.

## Formowanie i zmiany organizacyjne
Strażnica została sformowana w 1945 w strukturze 32 komendy odcinka jako 146 strażnica WOP (Dubienka) o stanie 56 żołnierzy. Kierownictwo strażnicy stanowili: komendant strażnicy, zastępca komendanta do spraw polityczno-wychowawczych i zastępca do spraw zwiadu. Strażnica składała się z dwóch drużyn strzeleckich, drużyny fizylierów, drużyny łączności i gospodarczej. Etat przewidywał także instruktora do tresury psów służbowych oraz instruktora sanitarnego.
21 grudnia 1945 z Lublina wyjechała do Hrubieszowa 146 strażnica WOP.
W związku z reorganizacją oddziałów WOP w 1948, strażnica podporządkowana została dowódcy 25 batalionu OP. Od stycznia 1951 strażnica podlegała dowódcy 233 batalionu WOP.
Od 15 marca 1954 wprowadzono nową numerację strażnic. Strażnica IV kategorii otrzymała numer 142.

## Ochrona granicy
Strażnice sąsiednie:
145 strażnica WOP Świerże ⇔ 147 strażnica WOP Matcze – 1946

## Dowódcy strażnicy
- ppor. Jan Machnik– 1946[8]